# Pray (MC-Hammer-Lied)
Pray ist ein Lied von MC Hammer aus dem Jahr 1990. Es wurde von ihm selbst geschrieben und produziert und als dritte Single seines dritten Studioalbums Please Hammer, Don’t Hurt ’Em ausgekoppelt.

## Hintergrund
Pray wurde von MC Hammer selbst geschrieben und produziert und enthält einige Gospel-Einflüsse. Im Song wird When Doves Cry von Prince gesampelt, dazu auch We Care a Lot von Faith No More.
Pray erschien im August 1990 über das Label Capitol Records. Im Songtext wird verkündet, dass „wir beten müssen, um es durch den heutigen Tag zu schaffen“. Die Single erreichte Platz zwei der Billboard Hot 100 in den Vereinigten Staaten und zudem alsbald dort Goldstatus. Auch in einigen anderen Ländern erreichte der Song die Charts, darunter mehrfach die Top Ten, so etwa in Deutschland auf Platz 4.

## Musikvideo
Das Musikvideo zeigt MC Hammer tanzend und singend in einer Kirche, auch ein anwesender Gospelchor sowie die Kirchenbesucher tanzen und singen. In anderen Szenen fordert MC Hammer Menschen auf der Straße auf zu beten.